# Dachtmissen (Burgdorf)
Dachtmissen ist ein Dorf und Stadtteil von Burgdorf in der Region Hannover in Niedersachsen.

## Geografie
Durch den Ort führt die L311 vom Stadtzentrum über Sorgensen kommend in nordöstlicher Richtung zum Uetzer Nachbarort Hänigsen. Westlich des Ortes fließt die Burgdorfer Aue.

## Geschichte
Im Ort gemachte Fundstücke aus der Steinzeit, die sich im Niedersächsischen Landesmuseum befinden, weisen auf die frühe Anwesenheit von Menschen in der Gegend hin. Erste urkundliche Erwähnung findet Dachtmissen um das Jahr 1274. In diese Zeit waren die reichsfreien Edelherren von Meinersen in Dachmissen begütert. Den Zehnt gaben sie um 1280 als Lehen an den Marschall von Königslutter Johannes von Saldern. Einen halben Zehnt als Lehen an Gebhard von Bortfeld. Diese Hälfte kam um 1350 an die Braunschweiger Herzöge, die sie um 1390 an Eylard und Hermann von Hänigsen verlehnten.
Im Verlauf der Hildesheimer Stiftsfehde (1519–1523) wurden im Lüneburger Land über 50 Dörfer vollständig niedergebrannt. Keine Kirche war geschont worden. Anton Scholand schrieb in seinen „Beiträgen zur Geschichte der Stadt und des vormaligen Amtes Burgdorf“:
So wie es Burgdorf ergangen war, erging es auch den Dörfern Schillerslage, Otze, Ramlingen, Dachtmissen und vielen anderen Ortschaften. Im Lüneburger Lande sind allein bei dieser Fehde über 50 Dörfer vollständig niedergebrannt worden. Bevor den Leuten der rote Hahn auf das Dach gesetzt wurde, ließ man natürlich erst alles Wertvolle aus den Häusern mitgehen.
Bis zur Auflösung der Domäne im Jahr 1840 war der Ort durch sein herrschaftliches Vorwerk ein bedeutender Mittelpunkt für die umliegenden Ortschaften. Dachtmissen wurde im Dreißigjährigen Krieg vollständig zerstört. Im Jahr 1641 wurden hier 200 Bauern aus der Umgebung von kaiserlichen Truppen getötet.
Im Kirchenbuch von Obershagen findet sich gegen Ende des Dreißigjährigen Krieges, 1640, folgende Notiz:
Damals ist auch Dachtmissen an der Seiten nach der Herrenwiesen angezündet, alle Häuser und Scheuren, ohne 2 Backöfen, in Asche gelegt. Das Vorwerk sampt des Müllers beiden Häusern ist vor dem Brande bewahret.
Anno 1700 brannte durch die Unvorsichtigkeit einer Magd im Vorwerk Dachtmissen ein Wohnhaus mit Nebengebäuden nieder.
In der Nacht vom 6. auf den 7. Oktober 1897 löschte die Gemeindelöschmannschaft von Dachtmissen einen Brand der Getreide- und Sägemühle von Herrn Kleine, die nur aus Holz und Fachwerk bestanden hatte und bis auf die Umfassungsmauern niederbrannte. Über die Löscharbeiten hieß es im Burgdorfer Kreisblatt: „Der erste eingetroffene Löschzug, die Gemeindespritze aus Sorgensen, konnte wenig beginnen, da sich schwere Aufgaben für sie in den Weg stellten. Die Dachtmisser Spritze mit ihrer Bedienungsmannschaft hatte die Aufgabe, die isoliert stehende Scheune zu schützen, um auch ein Vordringen der Flammengluht nach dieser Seite hin zu verhüten.“
Am 1. März 1974 wurde Dachtmissen in die Stadt Burgdorf eingegliedert.
Einwohnerentwicklung
- 1961: 214 Einwohner[7]
- 1970: 287 Einwohner[7]
- 2005: 416 Einwohner
- 2011: 403 Einwohner
- 2016: 418 Einwohner[1]

## Politik

### Stadtrat und Bürgermeister
Dachtmissen wird auf kommunaler Ebene vom Rat der Stadt Burgdorf vertreten.

### Ortsvorsteher
Der Ortsvorsteher von Dachtmissen ist Jörg Neitzel.

### Wappen
Der Entwurf des Kommunalwappens von Dachtmissen stammt von dem Heraldiker und Grafiker Alfred Brecht, der zahlreiche Wappen in der Region Hannover erschaffen hat. Die Genehmigung des Wappens wurde am 30. Mai 1967 durch den Regierungspräsidenten in Lüneburg erteilt.
| Wappen von Dachtmissen | Blasonierung: „In Grün ein silbernes Einhorn, umgeben von sieben goldenen, fünfstrahligen Sternen.“ |
| Wappen von Dachtmissen | Wappenbegründung: Das im Wappen silbern dargestellte Fabelwesen, das Einhorn, ist das Symbol für die zum Teil unerforschte Geschichte aus der Frühzeit der Gemeinde. Die grüne Wappenfarbe soll das Bauerntum und die Wälder und Felder zum Ausdruck bringen. Die sieben fünfstrahligen Sterne sind fast dem Sternbild Orion (der Stern der Jäger) entsprechend angeordnet. Sie deuten auf das große Jagdgebiet hin, das bis an das Dorf heranreicht. |

## Kultur und Sehenswürdigkeiten

### Bauwerke
- Am Ortsrand befindet sich das Gebäude der früheren Mühle
- In der Mitte von Dachtmissen befindet sich ein 1649 als Fachwerkgebäude erstelltes Bauernhaus

### Naturdenkmale
- Eine Besonderheit des Ortes ist ein kleiner Eichenwald, der „Hesterkamp“, der von den 1950er Jahren bis 2005[10] als  Naturdenkmal erklärt war.

### Fotogalerie

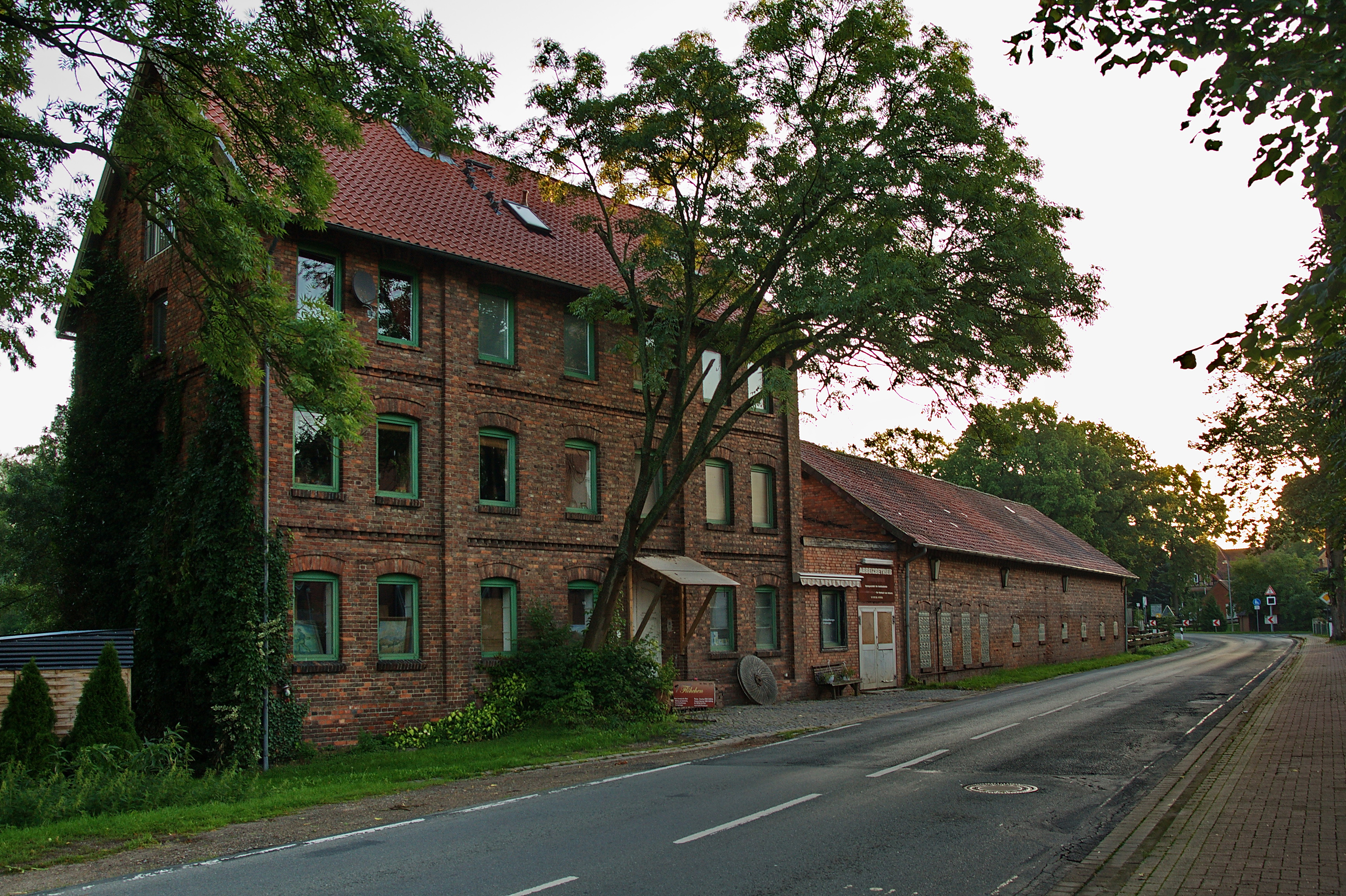
Gebäude der ehemaligen Mühle
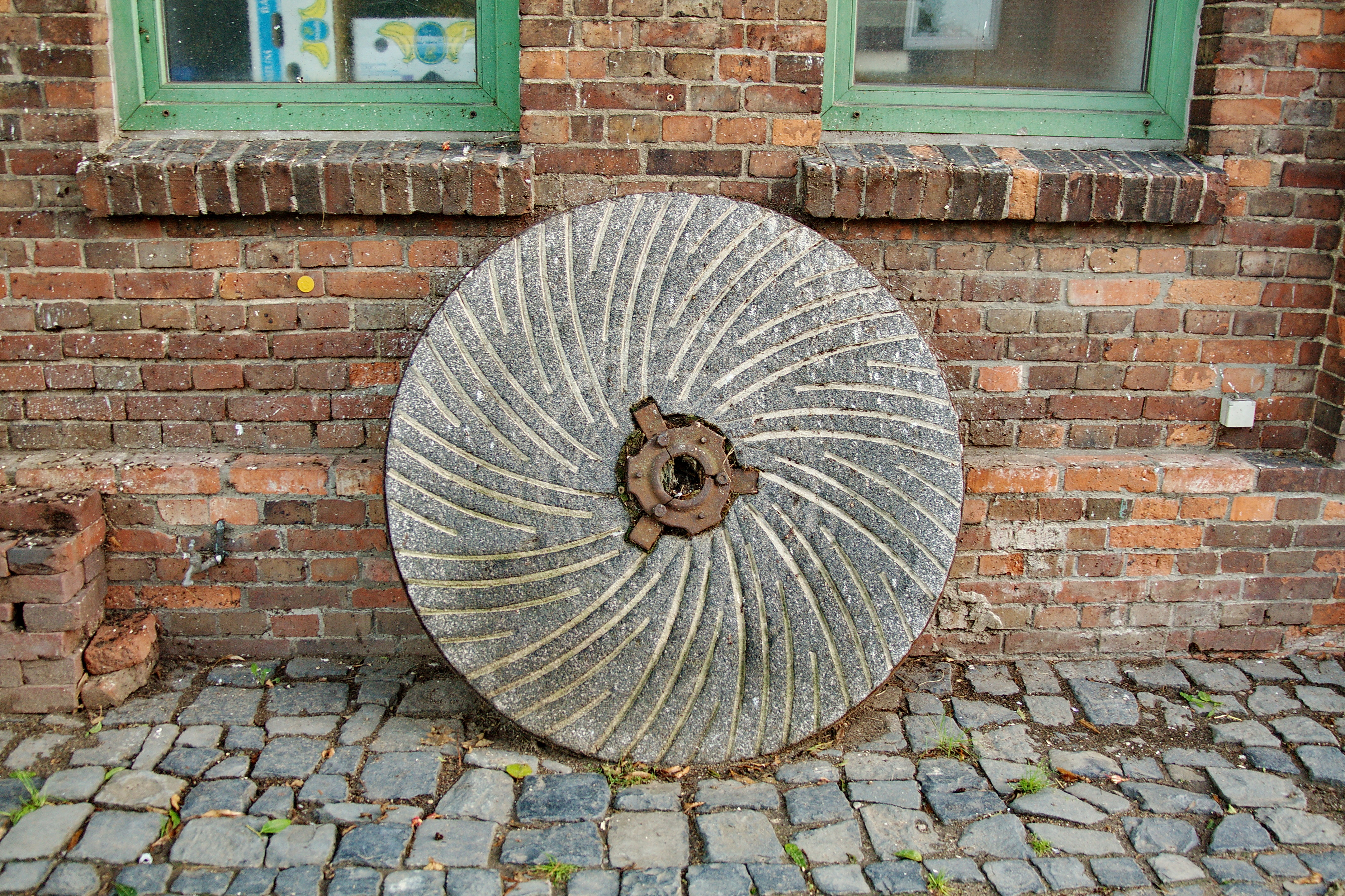
Mühlstein der Mühle
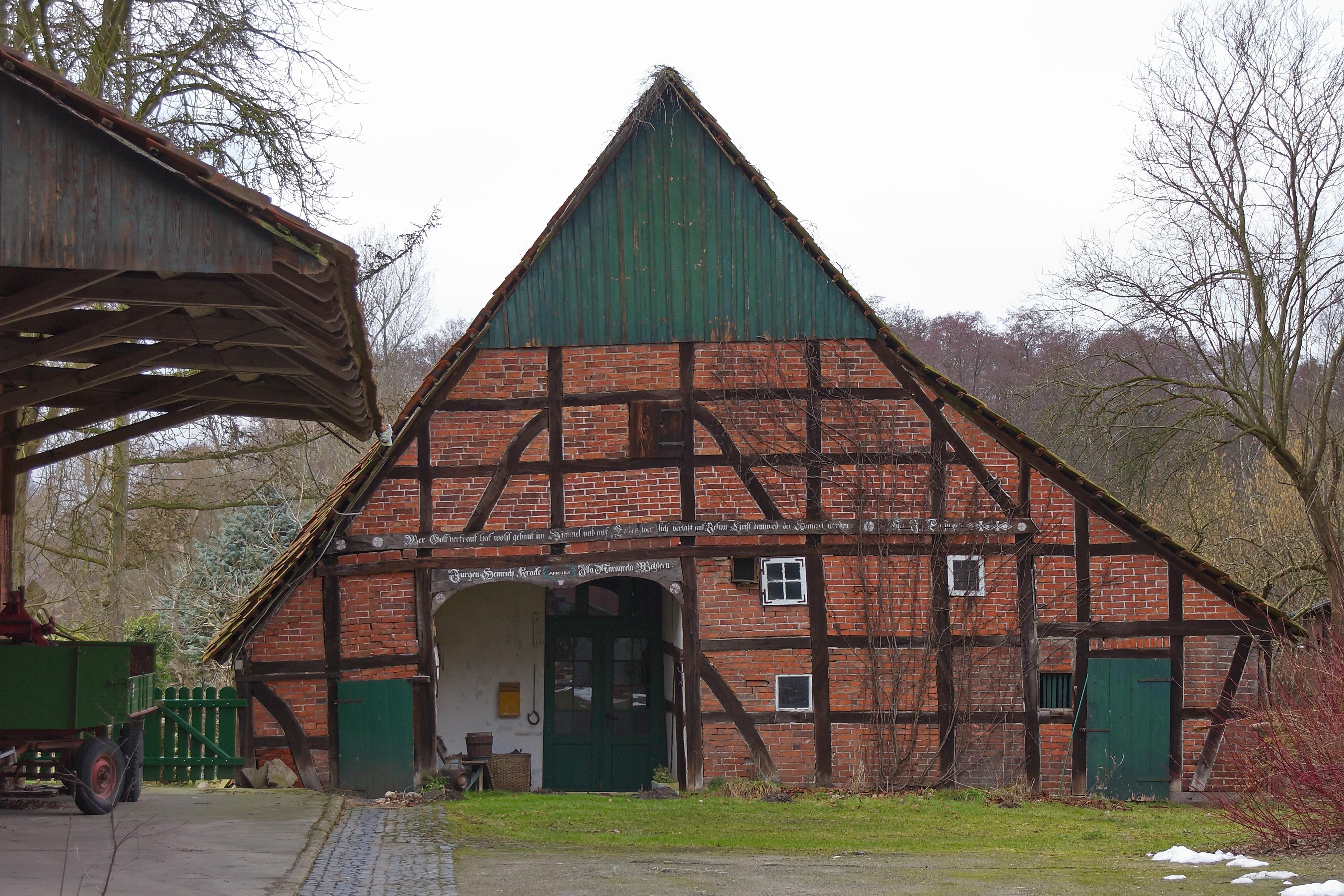
Vierständerhaus von 1818